# Batterie de São Caetano da Ponta Grossa
Pour les articles homonymes, voir São Caetano.

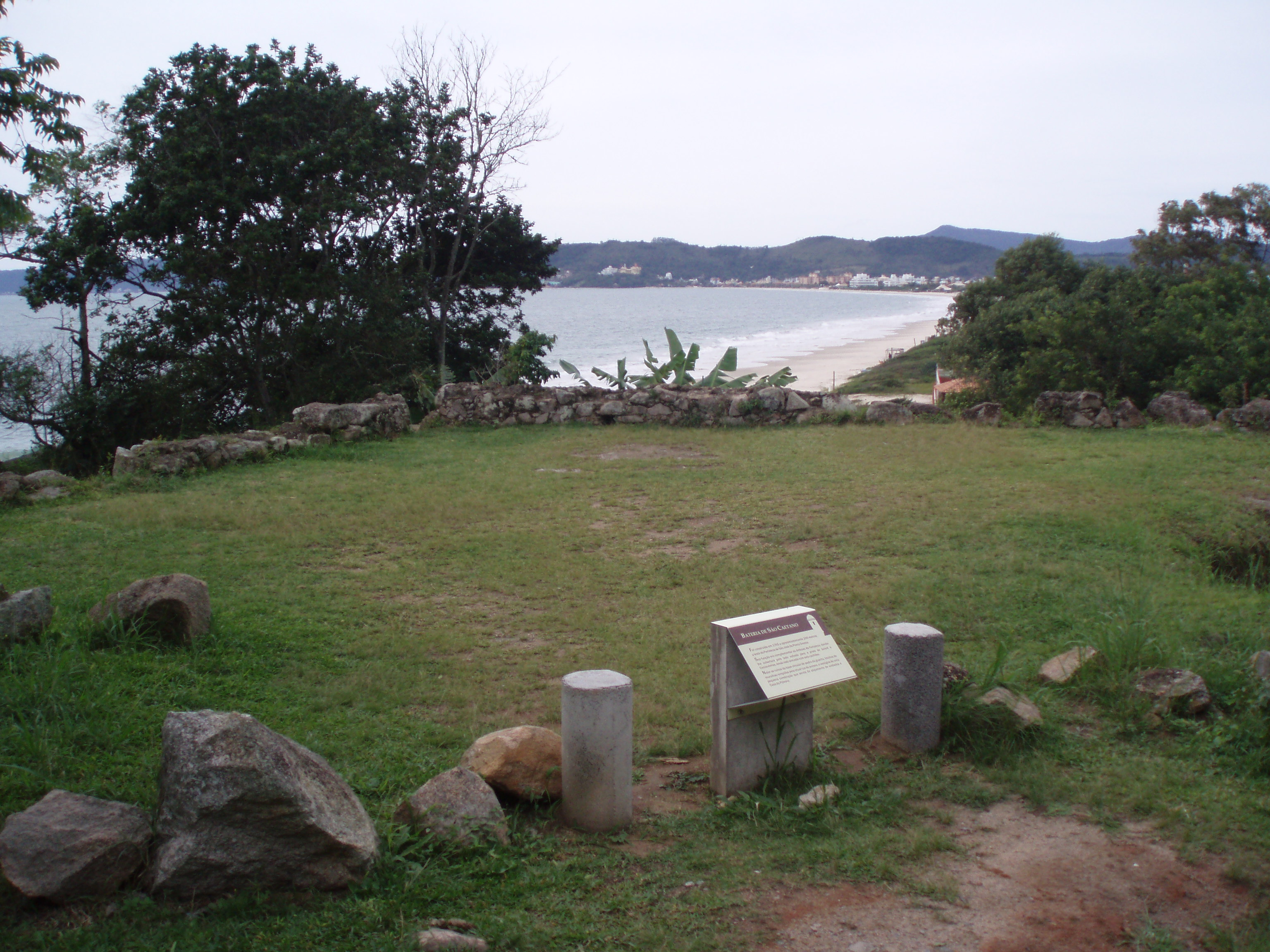
Ruines de la batterie de São Caetano da Ponta Grossa, dominant la plage de Jurerê, Florianópolis, Brésil.

La batterie de São Caetano da Ponta Grossa se situe sur l'île de Santa Catarina, dans la municipalité de Florianópolis, dans l'État de Santa Catarina, au Brésil. 
Elle est érigée à 200 m de la forteresse de São José da Ponta Grossa, protégeant son flanc nord face aux plages de Jurerê et Canasvieiras. Elle fut construite en 1765 et était équipée de 6 pièces d'artillerie.
Aujourd'hui en ruine, il n'en reste que les fondations d'une guérite, des portions de murailles et les vestiges d'une petite construction.